# Mistrovství světa v silniční cyklistice žen – silniční závod
Listina silničního závodu žen v silniční cyklistice na mistrovství světa s hromadným startem.

## Výsledky
| Lp. | Rok  | Km    | Místo                | Zlato                     | Stříbro                  | Bronz                    |
| --- | ---- | ----- | -------------------- | ------------------------- | ------------------------ | ------------------------ |
| 1   | 1958 | 59,4  | Remeš                | Elsy Jacobs               | Tamara Novikova          | Maria Lukšina            |
| 2   | 1959 | 72,0  | Zandvoort            | Yvonne Reyndersová        | Aino Puronen             | Věra Gorbačova           |
| 3   | 1960 | 61,1  | Karl-Marx-Stadt      | Beryl Burtonová           | Rosa Sels                | Elisabeth Kleinhaus      |
| 4   | 1961 | 62,4  | Bern                 | Yvonne Reyndersová        | Beryl Burtonová          | Elsy Jacobs              |
| 5   | 1962 | 64,4  | Salò                 | Marie-Rose Gaillard       | Yvonne Reyndersová       | Marie-Thérèse Naessens   |
| 6   | 1963 | 65,6  | Ronse                | Yvonne Reynders           | Rosa Sels                | Aino Puronen             |
| 7   | 1964 | 58,0  | Sallanches           | Emīlija Sonka             | Galina Judina            | Rosa Sels                |
| 8   | 1965 | 51,9  | Lasarte-Oria         | Elfriede Eicholz          | Yvonne Reyndersová       | Aino Puronen             |
| 9   | 1966 | 46,5  | Nürburgring          | Yvonne Reyndersová        | Keetie van Oosten-Hage   | Aino Puronen             |
| 10  | 1967 | 53,0  | Heerlen              | Beryl Burtonová           | Ljubov Zadorožnaja       | Anna Konkinaová          |
| 11  | 1968 | 55,1  | Montevideo           | Keetie van Oosten-Hage    | Bajba Caune              | Morena Tartagni          |
| 12  | 1969 | 69,7  | Brno                 | Audrey McElmury           | Bernadette Swinnerton    | Nina Trofimova           |
| 13  | 1970 | 60,1  | Leicester            | Anna Konkinaová           | Morena Tartagni          | Raisa Obodovskaja        |
| 14  | 1971 | 50,4  | Mendrisio            | Anna Konkinaová           | Morena Tartagni          | Keetie van Oosten-Hage   |
| 15  | 1972 | 60,5  | Gap                  | Geneviève Gambillonová    | Ljubov Zadorožnaja       | Anna Konkinaová          |
| 16  | 1973 | 55,1  | Barcelona            | Nicole Vandenbroeck       | Keetie van Oosten-Hage   | Valentina Rebrovskaja    |
| 17  | 1974 | 60,0  | Montreal             | Geneviève Gambillonová    | Baiba Caune              | Keetie van Oosten-Hage   |
| 18  | 1975 | 54,1  | Yvoir                | Tineke Fopma              | Geneviève Gambillonová   | Keetie van Oosten-Hage   |
| 19  | 1976 | 62,0  | Ostuni               | Keetie van Oosten-Hage    | Laura Bissoli            | Yvonne Reyndersová       |
| 20  | 1977 | 49,5  | San Cristóbal        | Josianne Bost             | Connie Carpenter         | Minnie Brinkhof          |
| 21  | 1978 | 70,5  | Nürburgring          | Beate Habetz              | Keetie van Oosten-Hage   | Emmanuella Lorenzo       |
| 22  | 1979 | 64,0  | Valkenburg           | Petra De Bruin            | Jen De Smet              | Beate Habetz             |
| 23  | 1980 | 53,6  | Sallanches           | Beth Heidenová            | Tuulikki Jahre           | Mandy Jones              |
| 24  | 1981 | 53,6  | Praha                | Ute Enzenauer             | Jeannie Longová          | Connie Carpenter         |
| 25  | 1982 | 61,1  | Goodwood             | Mandy Jones               | Maria Canins             | Gerda Sierens            |
| 26  | 1983 | 60,0  | Altenrhein           | Marianne Berglund         | Rebecca Twigg            | Maria Canins             |
| 27  | 1985 | 73,5  | Giavera del Montello | Jeannie Longová           | Maria Canins             | Sandra Schumacher        |
| 28  | 1986 | 61,6  | Colorado Springs     | Jeannie Longová           | Janelle Parks            | Alla Jakovleva           |
| 29  | 1987 | 70,2  | Villach              | Jeannie Longová           | Heleen Hage              | Connie Meyer             |
| 30  | 1989 | 74,1  | Chambéry             | Jeannie Longová           | Catherine Marsal         | Maria Canins             |
| 31  | 1990 | 72,5  | UtSSSRomiya          | Catherine Marsal          | Ruthie Matthes           | Louisa Seghezzi          |
| 32  | 1991 | 79,0  | Stuttgart            | Leontien van Zijlaardová  | Inga Thompson            | Alison Sydor             |
| 33  | 1993 | 92,0  | Oslo                 | Leontien van Zijlaardová  | Jeannie Longová          | Laura Charameda          |
| 34  | 1994 | 86,4  | Agrigento            | Monica Valvik             | Patsy Maergerman         | Jeanne Golay             |
| 35  | 1995 | 88,5  | Duitama              | Jeannie Longová           | Catherine Marsal         | Edita Pučinskaitė        |
| 36  | 1996 | 100,8 | Lugano               | Barbara Heeb              | Rasa Polikevičiūtėová    | Linda Jackson            |
| 37  | 1997 | 108,0 | San Sebastián        | Alessandra Cappellotto    | Elisabeth Tadich         | Catherine Marsal         |
| 38  | 1998 | 103,2 | Valkenburg           | Diana Žiliūtė             | Leontien van Zijlaardová | Hanka Kupfernagel        |
| 39  | 1999 | 113,7 | Verona               | Edita Pučinskaitė         | Anna Wilson              | Diana Žiliūtė            |
| 40  | 2000 | 127,4 | Plouay               | Zinaida Stahurskaja       | Chantal Beltman          | Madeleine Lindberg       |
| 41  | 2001 | 121,0 | Lisabon              | Rasa Polikevičiūtėová     | Edita Pučinskaitė        | Jeannie Longová          |
| 42  | 2002 | 128,0 | Zolder               | Susanne Ljungskogová      | Nicole Brändli           | Joane Somarriba          |
| 43  | 2003 | 124,0 | Hamilton             | Susanne Ljungskogová      | Mirjam Melchers          | Nicole Cookeová          |
| 44  | 2004 | 132,7 | Verona               | Judith Arndt              | Tatiana Guderzo          | Anita Valen              |
| 45  | 2005 | 127,8 | Madrid               | Regina Schleicher         | Nicole Cookeová          | Oenone Wood              |
| 46  | 2006 | 132,6 | Salcburk             | Marianne Vosová           | Trixi Worrack            | Nicole Cookeová          |
| 47  | 2007 | 133,7 | Stuttgart            | Marta Bastianelli         | Marianne Vosová          | Giorgia Bronziniová      |
| 48  | 2008 | 138,8 | Varese               | Nicole Cookeová           | Marianne Vosová          | Judith Arndt             |
| 49  | 2009 | 124,2 | Mendrisio            | Tatiana Guderzo           | Marianne Vosová          | Noemi Cantele            |
| 50  | 2010 | 127,2 | Geelong              | Giorgia Bronziniová       | Marianne Vosová          | Emma Johanssonová        |
| 51  | 2011 | 140   | Kodaň                | Giorgia Bronziniová       | Marianne Vosová          | Ina-Yoko Teutenberg      |
| 52  | 2012 | 129   | Limburg              | Marianne Vosová           | Rachel Neylanová         | Longo Borghiniová        |
| 53  | 2013 | 140   | Florencie            | Marianne Vosová           | Emma Johanssonová        | Rossella Rattová         |
| 54  | 2014 | 127,4 | Ponferrada           | Pauline Ferrand-Prévotová | Lisa Brennauerová        | Emma Johanssonová        |
| 55  | 2015 | 129,6 | Richmond             | Lizzie Armitsteadová      | Anna van der Breggenová  | Megan Guarnierová        |
| 56  | 2016 | 134,5 | Dauhá                | Amalie Dideriksenová      | Kirsten Wildová          | Lotta Lepistöová         |
| 57  | 2017 | 152,8 | Bergen               | Chantal Blaaková          | Katrin Garfootová        | Amalie Dideriksenová     |
| 58  | 2018 | 156,2 | Innsbruck            | Anna van der Breggenová   | Amanda Sprattová         | Tatiana Guderzoová       |
| 59  | 2019 | 149,4 | Yorkshire            | Annemiek van Vleutenová   | Anna van der Breggenová  | Amanda Sprattová         |
| 60  | 2020 | 143   | Imola                | Anna van der Breggenová   | Annemiek van Vleutenová  | Longo Borghiniová        |
| 61  | 2021 | 157,7 | Lovaň                | Elisa Balsamová           | Marianne Vosová          | Katarzyna Niewiadoma     |
| 62  | 2022 | 164,3 | Wollongong           | Annemiek van Vleutenová   | Lotte Kopecká            | Silvia Persico           |
| 63  | 2023 |       | Glasgow              | Lotte Kopecká             | Demi Volleringová        | Cecilie Uttrup Ludwigová |
| 64  | 2024 |       | Curych               | Lotte Kopecká             | Chloe Dygert             | Elisa Longo Borghini     |

### Vícenásobné mistryně
| Pořadí | Jméno a stát                   | Zlato | Stříbro | Bronz | Celkem | Vítězné roky                 |
| ------ | ------------------------------ | ----- | ------- | ----- | ------ | ---------------------------- |
| 1      | Jeannie Longová (FRA)          | 5     | 2       | 1     | 8      | 1985, 1986, 1987, 1989, 1995 |
| 2      | Yvonne Reyndersová (BEL)       | 4     | 2       | 1     | 7      | 1959, 1961, 1963, 1966       |
| 3      | Marianne Vosová (NED)          | 3     | 6       | 0     | 8      | 2006, 2012, 2013             |
| 4      | Keetie van Oosten-Hage (NED)   | 2     | 3       | 3     | 8      | 1968, 1976                   |
| 5      | Anna van der Breggenová (NED)  | 2     | 2       | 0     | 4      | 2018, 2020                   |
| 6      | Beryl Burtonová (GBR)          | 2     | 1       | 0     | 3      | 1960, 1967                   |
| 6      | Geneviève Gambillonová (FRA)   | 2     | 1       | 0     | 3      | 1972, 1974                   |
| 6      | Leontien van Zijlaardová (NED) | 2     | 1       | 0     | 3      | 1991, 1993                   |
| 6      | Annemiek van Vleutenová (NED)  | 2     | 1       | 0     | 3      | 2019, 2022                   |
| 10     | Lotte Kopecká (BEL)            | 2     | 1       | 0     | 0      | 2024, 2025                   |
| 11     | Anna Konkinaová (URS)          | 2     | 0       | 2     | 4      | 1970, 1971                   |
| 12     | Giorgia Bronziniová (ITA)      | 2     | 0       | 1     | 3      | 2010, 2011                   |
| 13     | Susanne Ljungskogová (SWE)     | 2     | 0       | 0     | 2      | 2002, 2003                   |